# Fontana dell'ospedale di Santa Maria dei Battuti

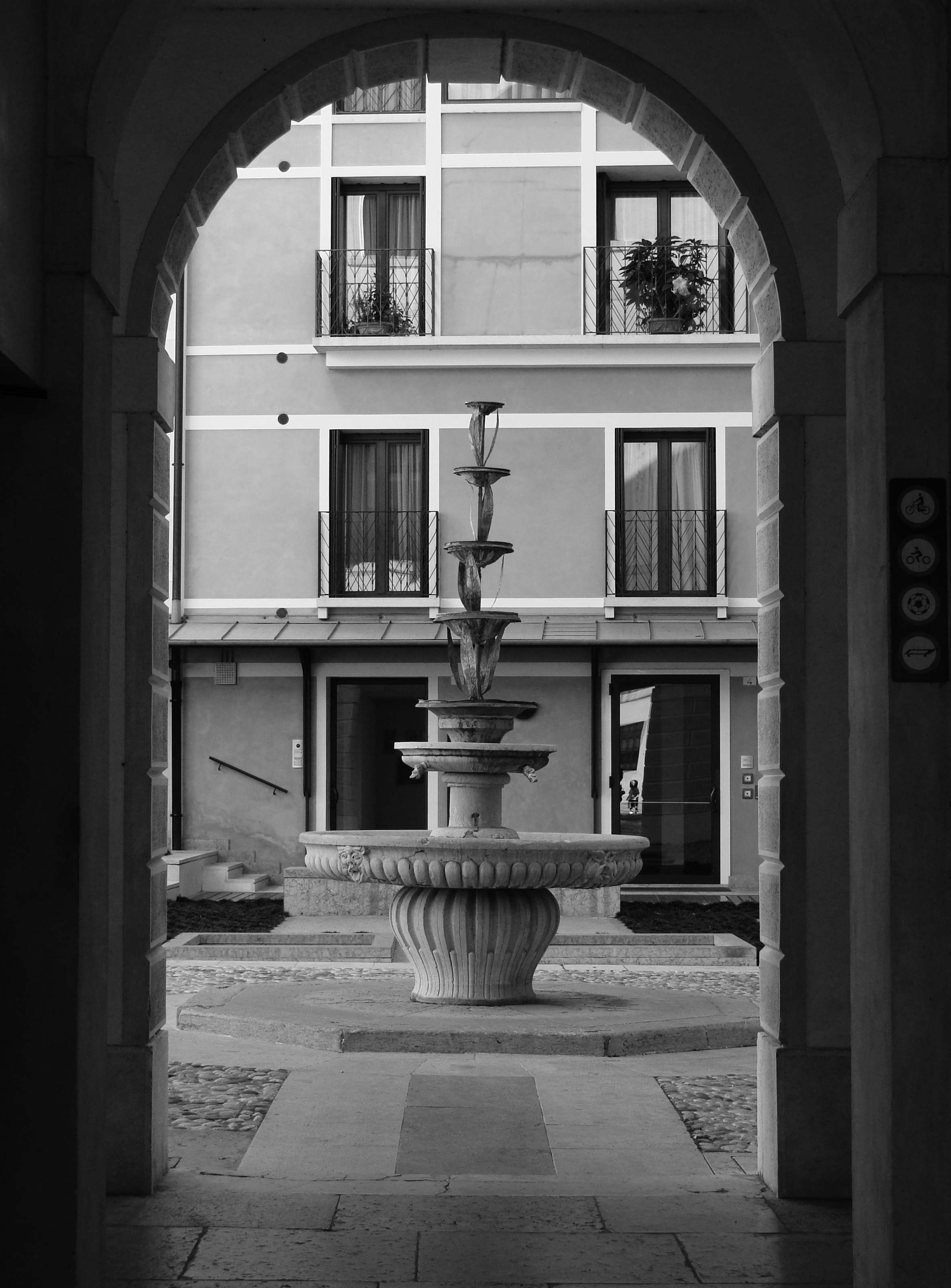
La fontana in funzione in un'immagine del 2011

La fontana dell'Ospedale di Santa Maria dei Battuti è una fontana di Treviso che si trova nel cortile dell'omonimo edificio, oggi Quartiere Latino.

## Storia
La prima fonte iconografica della fontana è l'acquaforte Cortile del civico ospedale di Antonio Nani datata 1846.
La fontana e la struttura idraulica di cui era dotato l'ospedale vengono poi descritte alla fine dell'Ottocento dall'Abate Bailo e da Giovanni Battista Alvise Semenzi.
Quest'ultimo, nel 1864, scrive: «per tutto lo stabilimento viene eziandio tradotta l'acqua di una eccellente fontana la quale, mediante una ruota a pale, ch'è animata da una prossima corrente saparata dall'acqua potabile, e che fa girare una tromba idraulica, s'innalza fino all'ultimo piano ove tiene sempre riempiuto un serbatojo che la dirama a tutto l'istituto. L'acqua di rifiuto alimenta una caduta a stille che forma quasi un velo d'acqua in una fontana posta nel cortile maggiore dello stesso ospedale».

## Descrizione
La fontana, posta su una base ottagonale in pietra d'Istria composta da otto spicchi, è costituita da una vasca in pietra decorata da quattro mascheroni ciascuno con un'espressione diversa. L'acqua zampilla cadendo da sette dischi concavi a catino, due in pietra e cinque in rame, collegati e sostenuti da colonnine e da lunghe foglie in rame.